# Gran Premio Nobili Rubinetterie 2014
Il Gran Premio Nobili Rubinetterie 2014, diciassettesima edizione della corsa, si svolse il 20 marzo 2014 su un percorso di 187,5 km. La vittoria fu appannaggio dell'italiano Simone Ponzi, che completò il percorso in 3h59'15", precedendo gli italiani Christian Delle Stelle e lo spagnolo Francisco Ventoso.
Sul traguardo di Stresa 120 ciclisti, su 162 partiti da Suno, portarono a termine la competizione. 

## Squadre e corridori partecipanti
| N.      | Cod. | Squadra                      |
| ------- | ---- | ---------------------------- |
| 1-8     | TFR  | Trek Factory Racing          |
| 11-18   | MOV  | Movistar Team                |
| 21-28   | OGE  | Orica-GreenEDGE              |
| 31-38   | FDJ  | FDJ.fr                       |
| 41-48   | KAT  | Katusha Team                 |
| 51-58   | AND  | Androni Giocattoli-Venezuela |
| 61-68   | BAR  | Bardiani Valvole-CSF Inox    |
| 71-78   | IAM  | IAM Cycling                  |
| 81-88   | COL  | Colombia                     |
| 91-98   | RVL  | RusVelo                      |
| 101-108 | CCC  | CCC Polsat-Polkowice         |

| N.      | Cod. | Squadra            |
| ------- | ---- | ------------------ |
| 111-118 | MTN  | MTN-Qhubeka        |
| 121-128 | TNN  | Team Novo Nordisk  |
| 131-138 | YEL  | Yellow Fluo        |
| 141-148 | MGK  | MG Kvis-Trevigiani |
| 151-158 | IDE  | Team Idea          |
| 161-168 | AZT  | Area Zero Pro Team |
| 171-178 | VFN  | Vini Fantini-Nippo |
| 181-188 | MAE  | Marchiol-Emisfero  |
| 191-198 | LOK  | Lokosphinx         |
| 201-208 | VBG  | Team Vorarlberg    |

## Ordine d'arrivo (Top 10)

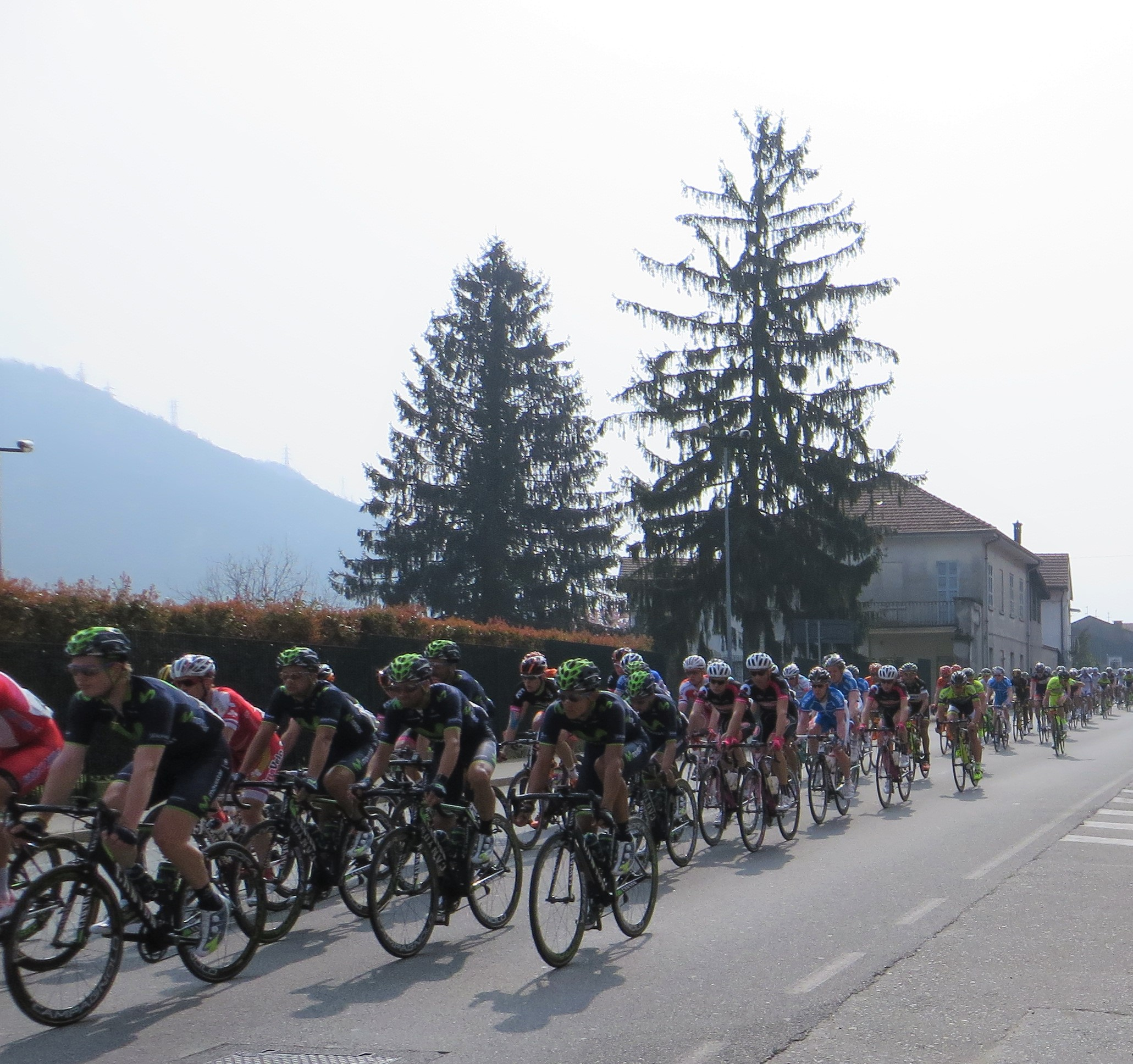
Transito del gruppo (fra i quali Alejandro Valverde), a Sant'Anna di Casale Corte Cerro

| Pos. | Corridore              | Squadra       | Tempo    |
| ---- | ---------------------- | ------------- | -------- |
| 1    | Simone Ponzi           | Yellow Fluo   | 3h59'15" |
| 2    | Christian Delle Stelle | Team Idea     | s.t.     |
| 3    | Francisco Ventoso      | Movistar Team | s.t.     |
| 4    | Juan José Lobato       | Movistar Team | s.t.     |
| 5    | Leigh Howard           | Orica-GreenE. | s.t.     |
| 6    | Fabio Felline          | Trek Factory  | s.t.     |
| 7    | Manuel Belletti        | Androni       | s.t.     |
| 8    | Mauro Finetto          | Yellow Fluo   | s.t.     |
| 9    | Rafael Andriato        | Yellow Fluo   | s.t.     |
| 10   | Fabio Chinello         | Area Zero     | s.t.     |